# Timothy Olyphant

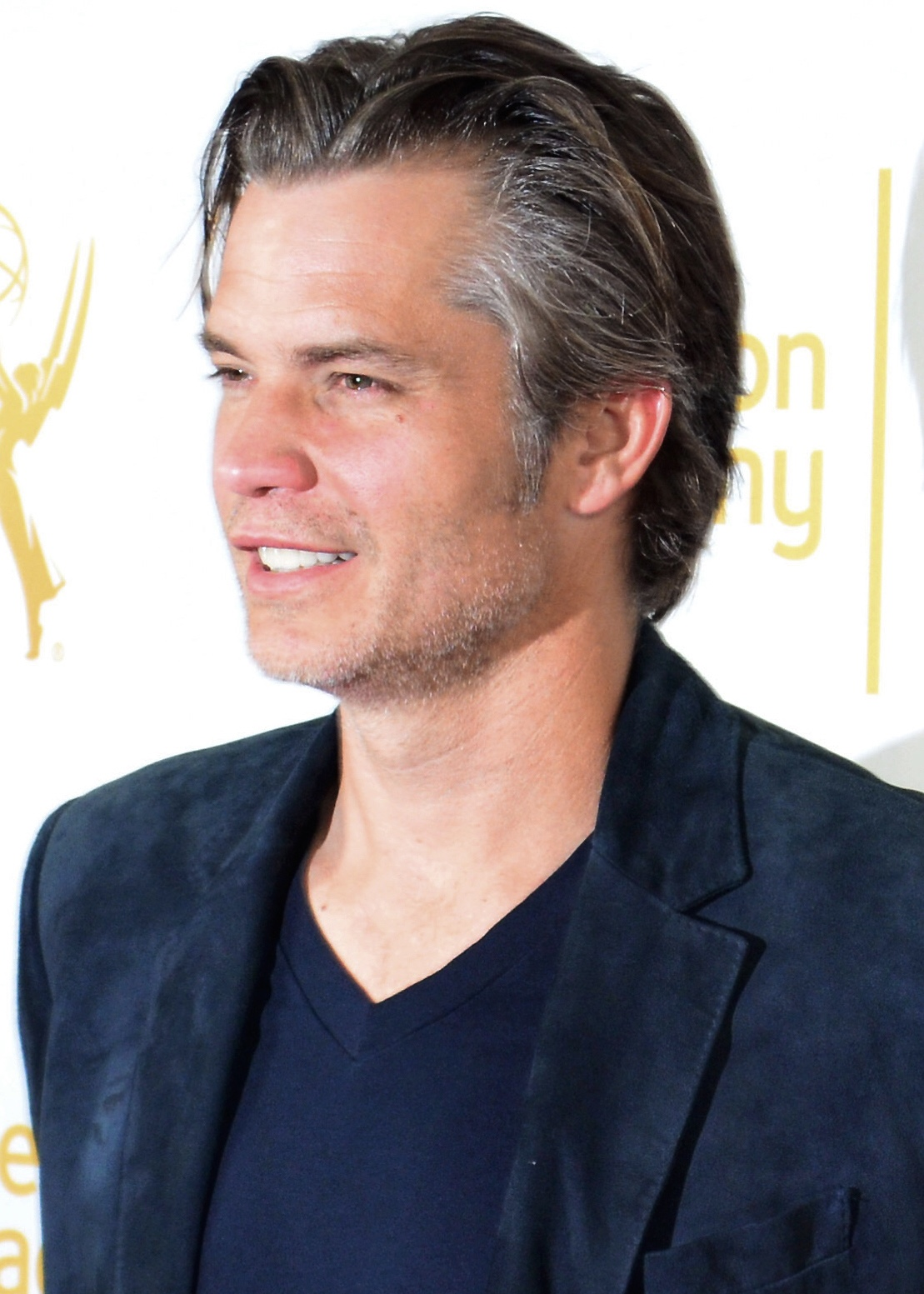
Olyphant en 2014

Timothy David Olyphant (Honolulu, Hawái, 20 de mayo de 1968) es un actor estadounidense. 
Famoso por papeles como el sheriff Seth Bullock en Deadwood, Raylan Givens en Justified, el villano Thomas Gabriel en Live Free or Die Hard o el Agente 47 en la adaptación al cine de Hitman o su participación en las series de Star Wars, The Mandalorian (2020) y El libro de Boba Fett (2022) como Cobb Vanth.

## Biografía

### Vida privada
Olyphant nació en Honolulu, Hawái, hijo de Katherine Wright pero creció en California. Olyphant fue alumno de la Fred C. Beyer High School en Modesto, California. Fue finalista nacional en EUA en el 200 m de estilos individuales (natación) y compitió en la University of Southern California en Los Ángeles, donde estudió bellas artes y teatro. Después de graduarse, se mudó a Nueva York, donde conoció a la actriz Jennifer Garner, y asistió al programa de interpretación William Esper.

## Filmografía

### Televisión
| Año       | Serie                    | Papel                      |
| --------- | ------------------------ | -------------------------- |
| 1996      | Mr. & Mrs. Smith         | Scooby                     |
| 1997      | High Incident            | Brett Farraday             |
| 1997      | Scream 2                 | Mickey Altieri             |
| 1998      | When Trumpets Fade       | Teniente Lukas             |
| 1998      | Sex and the City         | Sam                        |
| 2004      | Deadwood                 | Seth Bullock               |
| 2004      | The Girl Next Door       | Kelly                      |
| 2006      | My Name is Earl          | Billy Reed                 |
| 2008      | Samantha Who?            | Winston Funk               |
| 2009      | Damages                  | Wes Krulik                 |
| 2010-2015 | Justified                | Raylan Givens              |
| 2010      | The Office               | Danny Cordray              |
| 2012      | The League               | Wesley                     |
| 2013      | Archer                   | Lucas Troy                 |
| 2013      | The Mindy Project        | Graham Logan               |
| 2015-2016 | The Grinder              | como él mismo              |
| 2017-2019 | Santa Clarita Diet       | Joel Hammond               |
| 2020      | The Good Place           | como él mismo              |
| 2020      | Fargo                    | Dick "Deafy" Wickare (T4)  |
| 2020      | The Mandalorian          | Cobb Vanth (El Marshal T2) |
| 2022      | El libro de Boba Fett    | Cobb Vanth                 |
| 2023      | Daisy Jones & The Six    | Rod Reyes                  |
| 2023      | Justified: City Primeval | Raylan Givens              |
| 2025      | Alien: Earth             | Kirsh                      |

### Cine
| Año  | Obra                                      | Papel                                                 |
| ---- | ----------------------------------------- | ----------------------------------------------------- |
| 1996 | The First Wives Club                      | Brett Artounian                                       |
| 1997 | A Life Less Ordinary                      | Hiker                                                 |
| 1997 | Scream 2                                  | Mickey Altieri                                        |
| 1998 | 1999 (Girls and Boys)                     | Hooks                                                 |
| 1999 | No Vacancy                                | Luke                                                  |
| 1999 | Go                                        | Todd Gaines                                           |
| 1999 | Advice from a Caterpillar                 | Lupo                                                  |
| 2000 | 60 segundos                               | Detective Drycoff                                     |
| 2000 | The Broken Hearts Club: A Romantic Comedy | Dennis                                                |
| 2001 | Head Over Heels                           | Michael                                               |
| 2001 | Auggie Rose                               | Roy Mason                                             |
| 2001 | Rockstar                                  | Rob Malcolm - Guitarrista de la banda Blood Pollution |
| 2001 | Doppelganger                              | Brian                                                 |
| 2002 | Coastlines                                | Sonny Mann                                            |
| 2003 | The Safety of Objects                     | Randy                                                 |
| 2003 | El cazador de sueños                      | Pete Moore                                            |
| 2003 | A Man Apart                               | Hollywood Jack                                        |
| 2004 | The Girl Next Door                        | Kelly                                                 |
| 2007 | Catch and Release                         | Fritz                                                 |
| 2007 | Live Free or Die Hard                     | Thomas Gabriel                                        |
| 2007 | Hitman                                    | Agente 47                                             |
| 2008 | Stop-Loss                                 | Teniente coronel Boot                                 |
| 2008 | Meet Bill                                 | Chip                                                  |
| 2008 | High Life                                 | Dick                                                  |
| 2009 | A Perfect Getaway                         | Nick                                                  |
| 2010 | The Crazies                               | Sheriff David Dutton                                  |
| 2011 | Rango                                     | El Espíritu del Oeste                                 |
| 2011 | I Am Number Four                          | Henry                                                 |
| 2011 | Call of Duty: Modern Warfare 3            | Grinch                                                |
| 2014 | This Is Where I Leave You                 | Horry Callen                                          |
| 2016 | Mother's Day                              | Henry                                                 |
| 2019 | Missing Link                              | Tybalt Moriarty                                       |
| 2019 | Érase una vez en Hollywood                | James Stacy                                           |
| 2021 | El estornino                              | Travis Delp                                           |
| 2022 | Amsterdam                                 | Tarim Milfax                                          |
| 2025 | Havoc                                     | Vincent Crowley                                       |